# Lista de ordens de plantas
Este artigo lista as ordens de Viridiplantae.

## Filo Chlorophyta
Esta secção lista as ordens de  Viridiplantae dentro do filo Chlorophyta.

### Classe Chlorophyceae
Esta secção lista as ordens de  Viridiplantae dentro da classe Chlorophyceae.
- Ordem Chaetopeltidales
- Ordem Chaetophorales
- Ordem Chlamydomonadales
- Ordem Chlorococcales
- Ordem Chlorosarcinales
- Ordem Oedogoniales
- Ordem Phaeophilales
- Ordem Sphaeropleales
- Ordem Tetrasporales

### Classe Pedinophyceae
Esta secção lista as ordens de  Viridiplantae dentro da classe Pedinophyceae.
- Ordem Pedinomonadales
- Ordem Scourfieldiales

### Classe Prasinophyceae
Esta secção lista as ordens de  Viridiplantae dentro da classe Prasinophyceae.
- Ordem Chlorodendrales
- Ordem Mamiellales
- Ordem Pseudoscourfieldiales
- Ordem Pyramimonadales

### Classe Trebouxiophyceae
Esta secção lista as ordens de  Viridiplantae dentro da classe Trebouxiophyceae.
- Ordem Chlorellales
- Ordem Ctenocladales
- Ordem Microthamniales
- Ordem Prasiolales

### Classe Ulvophyceae
Esta secção lista as ordens de  Viridiplantae dentro da classe Ulvophyceae.
- Ordem Acrosiphoniales
- Ordem Bryopsidales
- Ordem Cladophorales
- Ordem Dasycladales
- Ordem Ignatiales
- Ordem Oltmansiellopsidales
- Ordem Trentepohliales
- Ordem Ulotrichales
- Ordem Ulvales

## Filo Streptophyta
Esta secção lista as ordens de  Viridiplantae dentro do filo Streptophyta.
As seguintes ordens de Streptophyta  não atribuídas a uma classe:
- Ordem Amborellales
- Ordem Austrobaileyales
- Ordem Berberidopsidales
- Ordem Buxales
- Ordem Canellales
- Ordem Caryophyllales
- Ordem Ceratophyllales
- Ordem Chloranthales
- Ordem Dilleniales
- Ordem Gunnerales
- Ordem Laurales
- Ordem Magnoliales
- Ordem Nymphaeales
- Ordem Piperales
- Ordem Proteales
- Ordem Ranunculales
- Ordem Santalales
- Ordem Saxifragales
- Ordem Trochodendrales
- Ordem Vitales

### Asterídeas
Esta secção lista as ordens de  Viridiplantae dentro das asterídeas.
- Ordem Apiales
- Ordem Aquifoliales
- Ordem Asterales
- Ordem Cornales
- Ordem Dipsacales
- Ordem Ericales
- Ordem Garryales
- Ordem Gentianales
- Ordem Lamiales
- Ordem Solanales

### Rosídeas
Esta secção lista as ordens de  Viridiplantae dentro das rosídeas.
- Ordem Brassicales
- Ordem Celastrales
- Ordem Crossosomatales
- Ordem Cucurbitales
- Ordem Fabales
- Ordem Fagales
- Ordem Geraniales
- Ordem Huerteales
- Ordem Malpighiales
- Ordem Malvales
- Ordem Myrtales
- Ordem Oxalidales
- Ordem Rosales
- Ordem Sapindales
- Ordem Zygophyllales

### Classe Andreaeobryopsida
Esta secção lista as ordens de  Viridiplantae dentro da classe Andreaeobryopsida.
- Ordem Andreaeobryales

### Classe Andreaeopsida
Esta secção lista as ordens de  Viridiplantae dentro da classe Andreaeopsida.
- Ordem Andreaeales

### Classe Anthocerotopsida
Esta secção lista as ordens de  Viridiplantae dentro da classe Anthocerotopsida.

#### Subclasse Anthocerotidae
Esta secção lista as ordens de  Viridiplantae dentro da subclasse Anthocerotidae.
- Ordem Anthocerotales

#### Subclasse Dendrocerotidae
Esta secção lista as ordens de  Viridiplantae dentro da subclasse Dendrocerotidae.
- Ordem Dendrocerotales
- Ordem Phymatocerotales

#### Subclasse Notothylidae
Esta secção lista as ordens de  Viridiplantae dentro da subclasse Notothylidae.
- Ordem Notothyladales

### Classe Blasiopsida
Esta secção lista as ordens de  Viridiplantae dentro da classe Blasiopsida.
- Ordem Blasiales

### Classe Bryopsida
Esta secção lista as ordens de  Viridiplantae dentro da classe Bryopsida.

#### Subclasse Bryidae
Esta secção lista as ordens de  Viridiplantae dentro da subclasse Bryidae.

##### Superordem Bryanae
Esta secção lista as ordens de  Viridiplantae dentro da superordem Bryanae.
- Ordem Bryales
- Ordem Hedwigiales
- Ordem Orthotrichales
- Ordem Splachnales

##### Superordem Hypnanae
Esta secção lista as ordens de  Viridiplantae dentro da superordem Hypnanae.
- Ordem Hookeriales
- Ordem Hypnales

##### Superordem Ptychomnianae
Esta secção lista as ordens de  Viridiplantae dentro da superordem Ptychomnianae.
- Ordem Ptychomniales

##### Superordem Rhizogonianae
Esta secção lista as ordens de  Viridiplantae dentro da superordem Rhizogonianae.
- Ordem Rhizogoniales

#### Subclasse Buxbaumiidae
Esta secção lista as ordens de  Viridiplantae dentro da subclasse Buxbaumiidae.
- Ordem Buxbaumiales

#### Subclasse Dicranidae
Esta secção lista as ordens de  Viridiplantae dentro da subclasse Dicranidae.
- Ordem Archidiales
- Ordem Bryoxiphiales
- Ordem Dicranales
- Ordem Grimmiales
- Ordem Pottiales
- Ordem Scouleriales

#### Subclasse Diphysciidae
Esta secção lista as ordens de  Viridiplantae dentro da subclasse Diphysciidae.
- Ordem Diphysciales

#### Subclasse Funariidae
Esta secção lista as ordens de  Viridiplantae dentro da subclasse Funariidae.
- Ordem Encalyptales
- Ordem Funariales
- Ordem Timmiales

### Classe Charophyceae
Esta secção lista as ordens de  Viridiplantae dentro da classe Charophyceae.
- Ordem Charales

### Classe Chlorokybophyceae
Esta secção lista as ordens de  Viridiplantae dentro da classe Chlorokybophyceae.
- Ordem Chlorokybales

### Classe Coleochaetophyceae
Esta secção lista as ordens de  Viridiplantae dentro da classe Coleochaetophyceae.
- Ordem Coleochaetales

### Classe Pinopsida
Esta secção lista as ordens de  Viridiplantae dentro da classe Pinopsida.
- Ordem Pinales

### Classe Cycadopsida
Esta secção lista as ordens de  Viridiplantae dentro da classe Cycadopsida.
- Ordem Cycadales

### Classe Equisetopsida
Esta secção lista as ordens de  Viridiplantae dentro da classe Equisetopsida.
- Ordem Calamitales
- Ordem Equisetales
- Ordem Sphenophyllales

### Classe Filicopsida
Esta secção lista as ordens de  Viridiplantae dentro da classe Filicopsida.
- Ordem Filicales
- Ordem Hydropteridales

### Classe Fossombroniopsida
Esta secção lista as ordens de  Viridiplantae dentro da classe Fossombroniopsida.
- Ordem Fossombroniales

### Classe Ginkgoopsida
Esta secção lista as ordens de  Viridiplantae dentro da classe Ginkgoopsida.
- Ordem Ginkgoales

### Classe Gnetopsida
Esta secção lista as ordens de  Viridiplantae dentro da classe Gnetopsida.
- Ordem Ephedrales
- Ordem Gnetales
- Ordem Welwitschiales

### Classe Haplomitriopsida
Esta secção lista as ordens de  Viridiplantae dentro da classe Haplomitriopsida.
- Ordem Haplomitriales
- Ordem Treubiales

### Classe Isoetopsida
Esta secção lista as ordens de  Viridiplantae dentro da classe Isoetopsida.
- Ordem Isoetales
- Ordem Lepidodendrales
- Ordem Selaginellales

### Classe Jungermanniopsida
Esta secção lista as ordens de  Viridiplantae dentro da classe Jungermanniopsida.
- Ordem Haplomitriales
- Ordem Jungermanniales
- Ordem Metzgeriales

### Classe Klebsormidiophyceae
Esta secção lista as ordens de  Viridiplantae dentro da classe Klebsormidiophyceae.
- Ordem Klebsormidiales

### Classe Leiosporocerotopsida
Esta secção lista as ordens de  Viridiplantae dentro da classe Leiosporocerotopsida.
- Ordem Leiosporocerotales

### Classe Liliopsida
Esta secção lista as ordens de  Viridiplantae dentro da classe Liliopsida.
- Ordem Acorales
- Ordem Alismatales
- Ordem Asparagales
- Ordem Dioscoreales
- Ordem Liliales
- Ordem Pandanales

#### Subclasse commelinids
Esta secção lista as ordens de  Viridiplantae dentro da subclasse commelinids.
- Ordem Arecales
- Ordem Commelinales
- Ordem Poales
- Ordem Zingiberales

### Classe Lycopodiopsida
Esta secção lista as ordens de  Viridiplantae dentro da classe Lycopodiopsida.
- Ordem Lycopodiales

### Classe Marattiopsida
Esta secção lista as ordens de  Viridiplantae dentro da classe Marattiopsida.
- Ordem Marattiales

### Classe Marchantiopsida
Esta secção lista as ordens de  Viridiplantae dentro da classe Marchantiopsida.

#### Subclasse Marchantiidae
Esta secção lista as ordens de  Viridiplantae dentro da subclasse Marchantiidae.
- Ordem Marchantiales
- Ordem Monocleales
- Ordem Ricciales

#### Subclasse Sphaerocarpidae
Esta secção lista as ordens de  Viridiplantae dentro da subclasse Sphaerocarpidae.
- Ordem Sphaerocarpales

### Classe Mesostigmatophyceae
Esta secção lista as ordens de  Viridiplantae dentro da classe Mesostigmatophyceae.
- Ordem Mesostigmatales

### Classe Oedipodiopsida
Esta secção lista as ordens de  Viridiplantae dentro da classe Oedipodiopsida.
- Ordem Oedipodiales

### Classe Ophioglossopsida
Esta secção lista as ordens de  Viridiplantae dentro da classe Ophioglossopsida.
- Ordem Ophioglossales

### Classe Pallaviciniiopsida
Esta secção lista as ordens de  Viridiplantae dentro da classe Pallaviciniiopsida.
- Ordem Hymenophytales
- Ordem Pallaviciniiales

### Classe Pelliopsida
Esta secção lista as ordens de  Viridiplantae dentro da classe Pelliopsida.
- Ordem Pelliales

### Classe Polytrichopsida
Esta secção lista as ordens de  Viridiplantae dentro da classe Polytrichopsida.
- Ordem Polytrichales

### Classe Sphagnopsida
Esta secção lista as ordens de  Viridiplantae dentro da classe Sphagnopsida.
- Ordem Ambuchananiales
- Ordem Sphagnales

### Classe Takakiopsida
Esta secção lista as ordens de  Viridiplantae dentro da classe Takakiopsida.
- Ordem Takakiales

### Classe Tetraphidopsida
Esta secção lista as ordens de  Viridiplantae dentro da classe Tetraphidopsida.
- Ordem Tetraphidales

### Classe Zygnematophyceae
Esta secção lista as ordens de  Viridiplantae dentro da classe Zygnematophyceae.
- Ordem Desmidiales
- Ordem Zygnematales

### Superclasse Psilotopsida
Esta secção lista as ordens de  Viridiplantae dentro da superclasse Psilotopsida.
- Ordem Psilotales